# Луї-Філіпп де Сеґюр
Луї-Філіпп де Сеґюр (фр. Louis-Philippe de Ségur; 10 грудня 1753, Париж — 27 серпня 1830, Париж) — французький державний діяч, дипломат, граф. Представник старовинного французького роду Сеґюр. Батько французького генерала Філіпа-Поля де Сеґюра, учасника наполеонівського походу на Росію 1812 року. Брав участь у Війні за незалежність США, нагороджений орденом Цинцинната. Надзвичайний і повноважний послол Франції при дворі російської імператриці Катерини II (1784—1789). Після Французької революції деякий час перебував на дипломатичній службі, але згодом був заарештований. У Наполеонівський період зробив успішну кар'єру: був членом Державної ради, сенатором і головним церемоніймейстером. Після Ватерлоо зайнявся упорядкуванням мемуарів. Описав Східну Європу (зокрема Польщу та Росію) кінця XVIII століття як край напівдикунів; регіон, що перебуває в стадії між цивілізацією і варварством.

## Про Східну Європу

### Польща
- |  | Коли перетинаєш східну частину володінь короля Пруссії, складається враження, що залишаєш терен, на якому владарює уприємнена зусиллями мистецтв природа та довершена цивілізація. Око починають засмучувати посушливі пустирі та безкраї ліси. Потрапивши до Польщі, переконуєшся, що Європа повністю лишилася позаду, а перед очима відкривається нове приголомшливе видовище: величезна країна, майже повністю вкрита хвойними лісами, вічно зеленими, але й вічно похмурими, серед яких вряди-годи трапляються оброблені лани, розкидані, наче острови в океані; злиденні, поневолені мешканці; брудні села; хати, що мало відрізняються від дикунських халуп, — усе навіює думку, що мандрівник повернувся на десять сторіч у минуле, опинившись в оточенні орд гунів, скіфів, венедів, слов’ян і сарматів |

### Росія
- |  | Вигляд Санкт-Петербурґа викликає подвійне зачудовання думки; тут злилися століття варварства і століття цивілізації, X і XVIII століття, азійські й європейські манери, незугарні скіфи й витончені європейці, блискуча, гордовита знать і закріпачений народ. З одного боку, витончена мода, величне вбрання, пишні бенкети, розкішні свята й театри не поступаються тим, що прикрашають і тішать добірне товариство Парижа і Лондона. З другого боку, купці в азійських костюмах, слуги, кучери і довгобороді селяни, зодягнені в овечі шкури і хутряні шапки, довгі шкіряні рукавиці без пальців, із сокирами за широкими шкіряними поясами. Це вбрання й товсті вовняні стрічки, якими вони обмотують ноги, формуючи щось на кшталт неоковирного черевика, оживлюють перед вашими очима образи скіфів, даків, роксоланів і ґотів, котрі колись наганяли жах на римський світ. Здається, ніби всі ті напівдикі постаті з барельєфів Траянової колони в Римі оживають на ваших очах |